# Orden del Quetzal

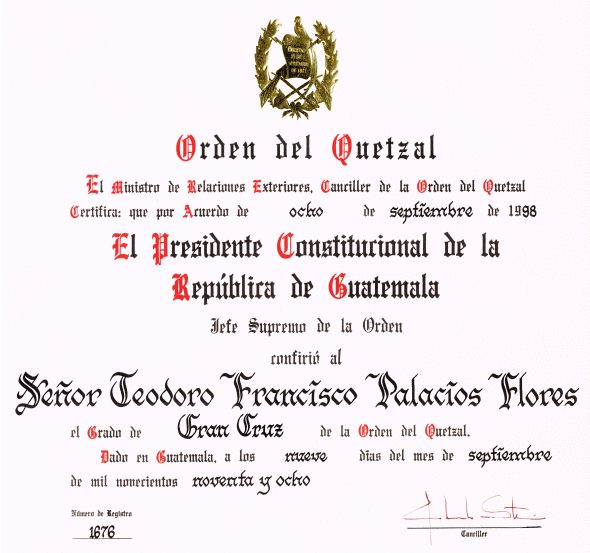
Orden del Quetzal.

La Orden del Quetzal es la máxima distinción honorífica que otorga el gobierno de Guatemala. Fue establecida el 18 de mayo de 1936 por el entonces presidente de la República, general Jorge Ubico Castañeda.
En 1973 fue aprobada la ley que establece los seis grados en que se otorga la orden: Gran Collar, Gran Cruz, Gran Oficial, Comendador, Oficial y Caballero. Su intención es reconocer a dignatarios de otras naciones, organizaciones -nacionales y extranjeras- y entidades, cuya labor artística, cívica, humanitaria, cultural, educativa, científica o política, merezca el máximo señalamiento oficial del gobierno guatemalteco.

## Algunas personas y establecimientos destacados que han recibido la condecoración
| Año        | Otorgado a                                                                      |
| ---------- | ------------------------------------------------------------------------------- |
| 1937       | Víctor Manuel III                                                               |
| 1937       | Albert Lebrun                                                                   |
| 1937       | Benito Mussolini                                                                |
| sin año    | Alfredo Stroessner                                                              |
| 1950       | Juan Domingo Perón                                                              |
| 1958       | Roberto González Goyri                                                          |
| 1959       | Carlos Arnulfo Aquino Franco                                                    |
| 1960       | Flavio Herrera                                                                  |
| 1961       | Paul Carpenter Standley                                                         |
| 1962       | Martha Bolaños de Prado                                                         |
| 1968       | Augustus Ledyard Smith                                                          |
| 1969       | Miguel Ángel García y Aráuz                                                     |
| 1972       | Colegio San José de los Infantes                                                |
| 1972       | Instituto Normal para Varones de Occidente — INVO                               |
| 1975       | Justo Bermejo y Gómez                                                           |
| 1977       | Augusto Pinochet                                                                |
| 1978       | José Mercedes Fuentes                                                           |
| 1980       | Tatiana Proskouriakoff                                                          |
| 1981       | Heinrich Berlin                                                                 |
| 1981       | Colegio "San Sebastián"                                                         |
| 1983       | La Congregación Marista                                                         |
| 1983       | Magistrados del Tribunal Supremo Electoral                                      |
| 1987       | Richard von Weizsäcker                                                          |
| 1987       | Julio Abril Unda                                                                |
| 1990       | Kjell Magne Bondevik                                                            |
| 1990       | Dr. Carlos Bernhard                                                             |
| 1991       | Dr. Yuri Knórozov                                                               |
| 1995       | Elisa Molina Llarden de Farner                                                  |
| 1995       | Diego Molina Flores                                                             |
| 1995       | Michel Gabaudan                                                                 |
| 1996       | Asociación Aldeas Infantiles SOS Guatemala                                      |
| 1998       | Teodoro Palacios Flores, Colegio la Preparatoria                                |
| 1999       | Instituto de Nutrición de Centroamérica y Panamá, INCAP                         |
| 2000       | Oscar Majus Klöffer                                                             |
| 2001       | Jacques Diouf                                                                   |
| 2003       | René Lara entregado en la ciudad de Montreal Quebec (Canadá)                    |
| 2003       | Escuela Nacional de Maestras para Párvulos "Dr. Alfredo Carrillo Ramírez"       |
| 2004       | Michael D. Coe                                                                  |
| 2004       | Jorge Briz                                                                      |
| 1957, 2009 | Alberto Fuentes Mohr                                                            |
| 2009       | Manuel Colom Argueta                                                            |
| 2009       | Juan Carlos Plata                                                               |
| 2009       | Fidel Castro                                                                    |
| 2010       | Carlos Castresana                                                               |
| 2011       | Felipe Calderón                                                                 |
| 2011       | Rodolfo Mac Donald                                                              |
| 2011       | Leonel Fernández                                                                |
| 2011       | Escuela Nacional Central de Agricultura                                         |
| ?          | José Antonio Padilla Segura                                                     |
| ?          | Julio María Sanguinetti                                                         |
| ?          | Rafael Arévalo Martínez                                                         |
| 2013       | Ricardo Arjona Morales                                                          |
| 2013       | Tribunal Supremo Electoral                                                      |
| 2014       | Luis von Ahn                                                                    |
| 2015       | Enrique Peña Nieto                                                              |
| 2015       | Vanessa Rubio Márquez                                                           |
| 2016       | Enrique Ochoa Reza                                                              |
| 2017       | Edmond Mulet Fernando Mazariegos, Tsai Ing-wen, Carlos Armando Soto Gómez       |
| 2018       | Colegio Lehnsen                                                                 |
| 2019       | Colegio Comercial Guatemalteco                                                  |
| 2019       | María del Carmen Gilda Castro Aragón de Noguera "Gilda Castro"                  |
| 2019       | Escuela Normal para Maestros de Educación Musical Jesús María Alvarado"         |
| 2020       | Colegio Evangélico El Jardín de las Rosas y su Banda de Guerra fundados en 1921 |
| 2022       | Andrés Manuel López Obrador                                                     |
| 2024       | Armando Cáceres Estrada                                                         |
| 2024       | Orquesta Sinfónica Nacional de Guatemala                                        |